# Odin (műhold)
Odin svéd csillagászati és légkörkutató műhold.

## Küldetés
Feladata a Föld ózonrétegének mérése, valamint az életfeltételek (víz, oxigén) keresése a csillagközi térben.

## Jellemzői
Gyártotta és üzemeltette a Svéd Űrtechnológiai Vállalat (Swedish Space Corporation – SSC). A programot Svédország, Kanada (CSA) Finnország (TEKES) és Franciaország (CNES) közösen végezte, finanszírozta.
Megnevezései:  COSPAR: 2001-007A; SATCAT kódja: 26702.
2001. február 20-án az orosz 2. Állami Teszt Űrközpont MO RF-ból (2-GIK) [2-й Государственный испытательный космодром МО РФ (2-ГИК)] egy Sztart–1 hordozórakétával állították alacsony Föld körüli pályára (LEO = Low-Earth Orbit). Az orbitális pályája 97,60 perces, 97,83 fokos hajlásszögű, elliptikus pálya perigeuma 606 kilométer, az apogeuma 630 kilométer volt.
Háromtengelyesen stabilizált műhold. Henger alakú, magassága 2,0, átmérője 1,1 méter, tömege 250 kilogramm. Fő eszközei az 1,1 méter átmérőjű rádióteleszkóp (pontosságga 15 ívmásodperc), valamint az OSIRIS (optikai spektrográf és infravörös képalkotó rendszer), és egy modern sugárzásmérő. Eddig feltáratlan frekvenciasávban működve (486–580 GHz és 119 GHz) végzi feladatát. A mérési eredményeket tárolja a félvezető memória, vételi pozícióban lejátssza. Telemetriai rendszere antennáinak segítségével biztosítja a vételi/adási lehetőséget. Az űreszközhöz csuklós panelek formájában napelemeket (átmérője 3,8 méter) rögzítettek (340 watt), éjszakai (földárnyék) energiaellátását újratölthető kémiai akkumulátorok biztosították.
Csillagászati szolgálata 2007 tavaszán befejeződött, azóta kizárólag a Föld légköréről gyűjt adatokat. Szolgálati idejét 2 évre tervezték (de 2012-ben még működött).